# 욕망의 상속자
욕망의 상속자(Dead Reckoning)는 미국에서 제작된 존 크롬웰 감독의 1947년 영화이다. 험프리 보가트 등이 주연으로 출연하였다.

## 출연

### 주연
- 험프리 보가트
- 리자베스 스콧

### 조연
- 모리스 카노브스키
- 찰스 케인
- 윌리엄 프린스
- 마빈 밀러
- 월리스 포드
- 제임스 벨
- 조지 챈들러

## 제작진
- 의상: 진 루이스